# Narita-san

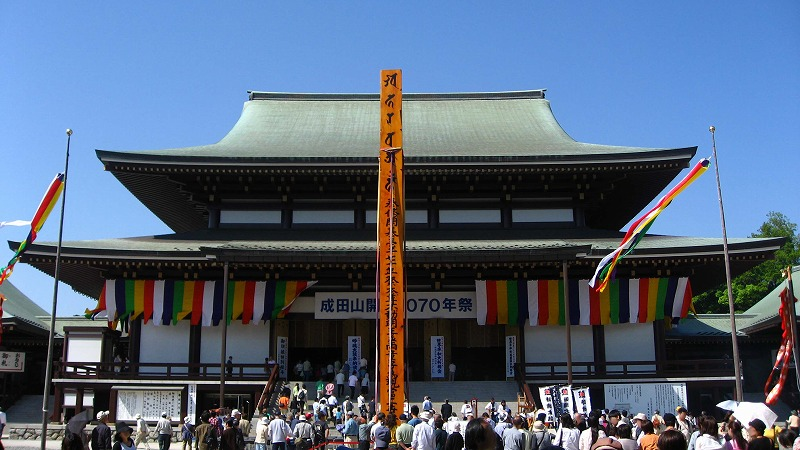
Vor der Haupthalle

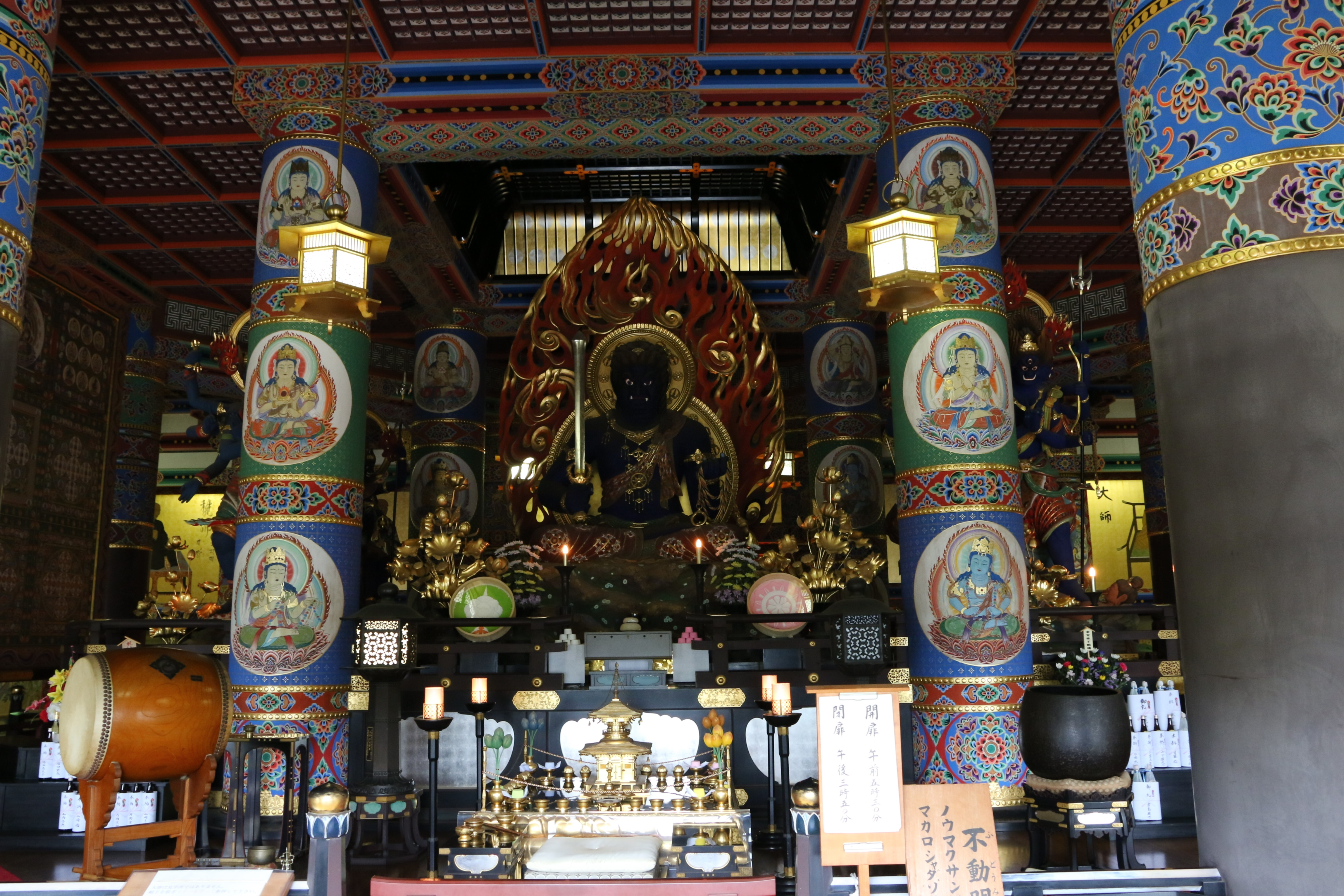
Acala

Narita-san (japanisch 成田山, eigentlich: Shinshō-ji 新勝寺) ist ein Tempel der Shingon-Schule des Buddhismus in der Stadt Narita (Präfektur Chiba), der Fudō Myōō geweiht ist.

## Geschichte
Der Tempel wurde im Zusammenhang mit der Revolte des Taira no Masakado (平将門) im Jahr 940 gegründet. Masakado, dem ein Amt am Kaiserhof verwehrt wurde, zog sich in die Kantō-Gegend zurück und machte nun dem amtierenden Kaiser Suzaku das Amt streitig. Priester Kanjo, vom Kaiser um Unterstützung gebeten, zog der mit der Statue des Fudō Myoō drei Wochen durch die Kantō-Gegend und vollführte Feuer-Rituale. Am letzten Tag dieses Rituals fiel Masakado im Kampf, womit die Revolte beendet war.
Als Kanjo nach Kyōto zurückkehren wollte, wurde die Statue des Fudō Myōō so groß und schwer, dass er sie nicht mehr bewegen konnte. Daraufhin wurde auf Geheiß des Kaisers an Ort und Stelle, nämlich in Narita ein Tempel mit dem Namen Shinshō-ji errichtet, was „Tempel des neu errungenen Sieges“ bedeutet. Der Tempel ist der bedeutendste unter den Fudō Myōō geweihten und wird jedes Jahr von mehr als 13 Millionen Gläubigen besucht. Vor allem an den ersten drei Tagen im neuen Jahr herrscht großer Besucherandrang.

## Anlage
(◎ = Wichtiges Kulturgut Japans)
- Man betritt den Tempel durch das Äußere Tor (総門, sōmon), dann das ◎ Niō-Tor (仁王門) aus dem Jahr 1831, in dem die beiden Niō als Beschützer des Zugangs aufgestellt sind
- Es folgt die Große Haupthalle (大本堂, hondō) aus dem Jahr 1968 mit einer Länge (mit den beiden Seiten-Pavillons) von 95,4 m, einer Breite von 59,9 m und einer Höhe von 32,6 m. Die Halle ist in einem leicht modernisierten klassischen Stil ausgeführt. Hier befindet sich der Fudō Myōō, der der Überlieferung nach von Priester Kūkai selbst geschnitzt wurde. Jeden Tag wird fünfmal das für die Shingon-Schule typische Goma-Ritual (護摩, goma) durchgeführt, an dem sich auch die Besucher beteiligen können.
◎ Die dreistöckige Pagode (三重塔, sanjū no tō) aus dem Jahre 1803 wurde 1983 repariert.
- Sutren-Speicher (一切経堂, issai kyōdō) aus dem Jahre 1809.
- Glockenturm (鐘楼, shōro) aus dem Jahr 1701 wird jeden Morgen, Mittag und Abend geläutet.
◎ Buddhas Tempel (釈迦堂, Shakadō) aus dem Jahr 1858.
◎ Halle (額堂, gakudō) für Votiv-Tafeln (絵馬, ema) aus dem Jahr 1861.
◎ (光明堂, kōmyōdō) aus dem Jahr 1701 war die alte Haupthalle. In ihr befindet sich heute ein Dainichi-Buddha (大日如来, Dainichi Nyorai), der im Shingon die zentrale Kultfigur ist.
- Die Große Pagode (大塔, daitō) im Schatzpagoden-Stil wurde 1983 etwas abseits weit sichtbar auf der Anhöhe errichtet, um die 1150ste Wiederkehr von Kūkais Tod im Jahre 1984 zu feiern. Mit einer Höhe von 58 m und einer Breite von 35 m ist sie die größte Pagode dieser Art in Japan.
- Shōtoku Taishi Halle (聖徳太子堂, Shōtoku-Taishi-dō), ein achteckiger Pavillon aus dem Jahr 2009, ist die jüngste Erweiterung.
- Zum Tempel gehört auch ein weitläufiger, bewaldeter Park mit Wasserfällen, Teichen, Rasenflächen und Blumenbeeten.

## Bilder

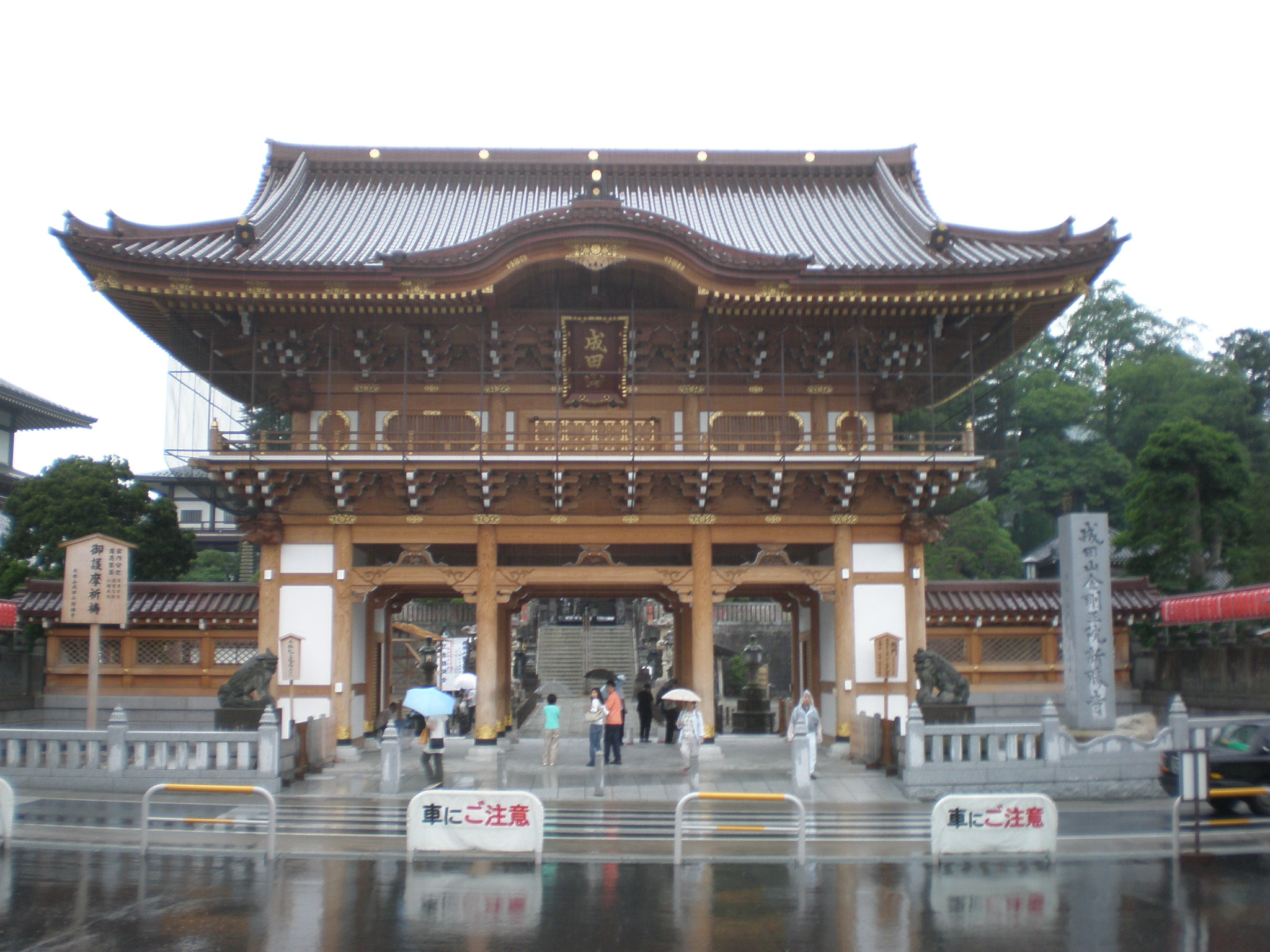
Äußeres Tor
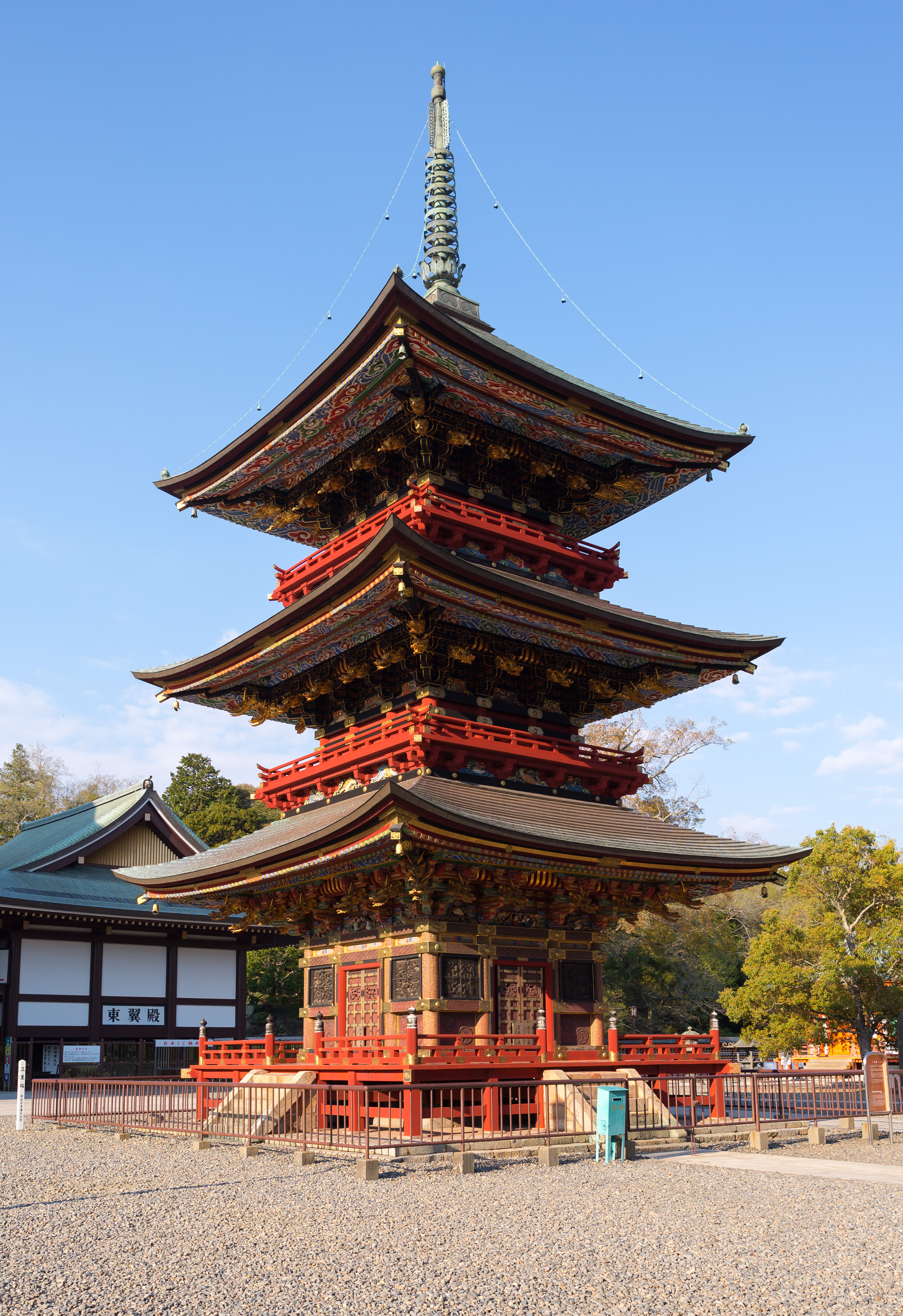
Dreistöckige Pagode
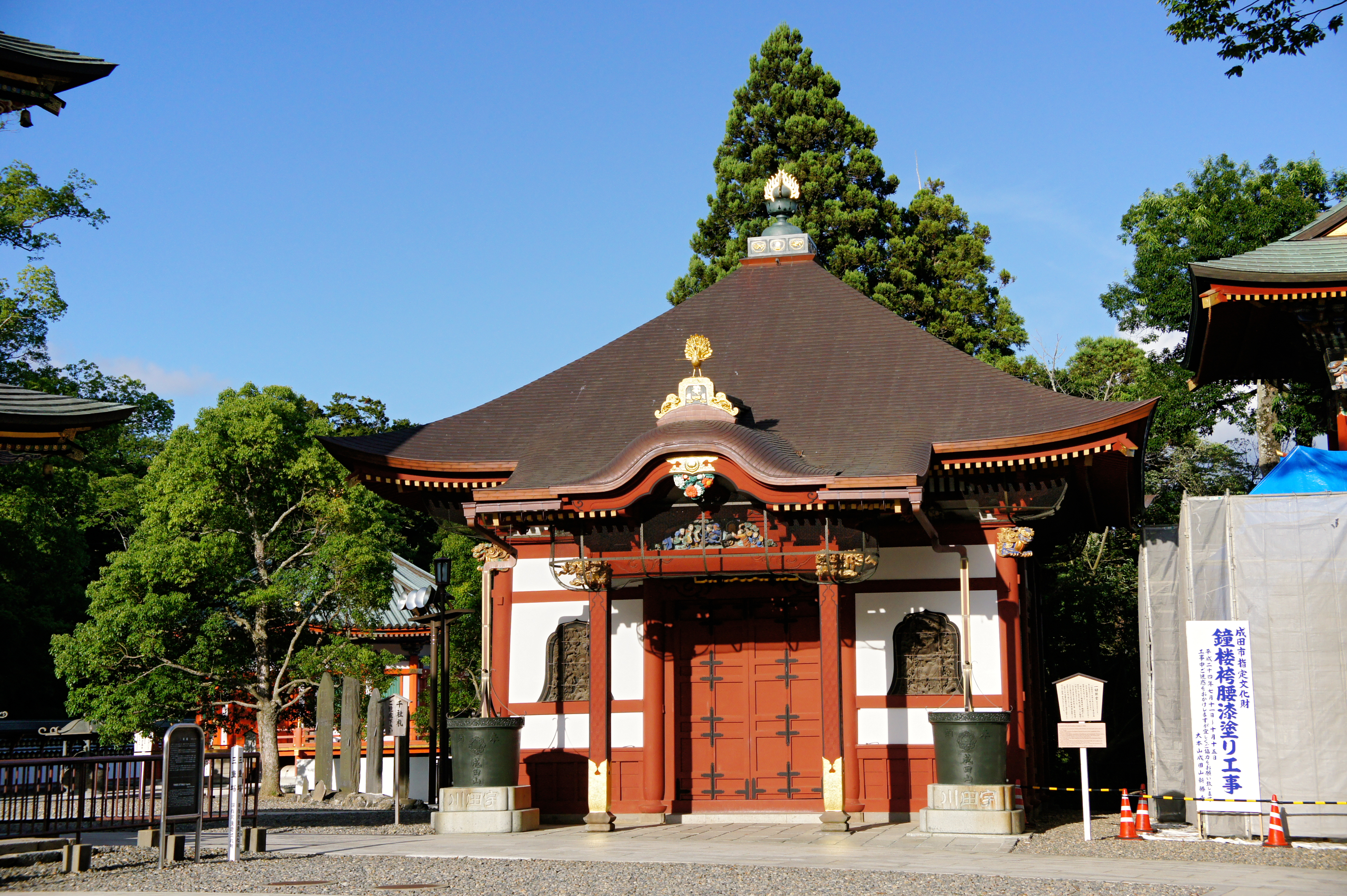
Sutren-Speicher
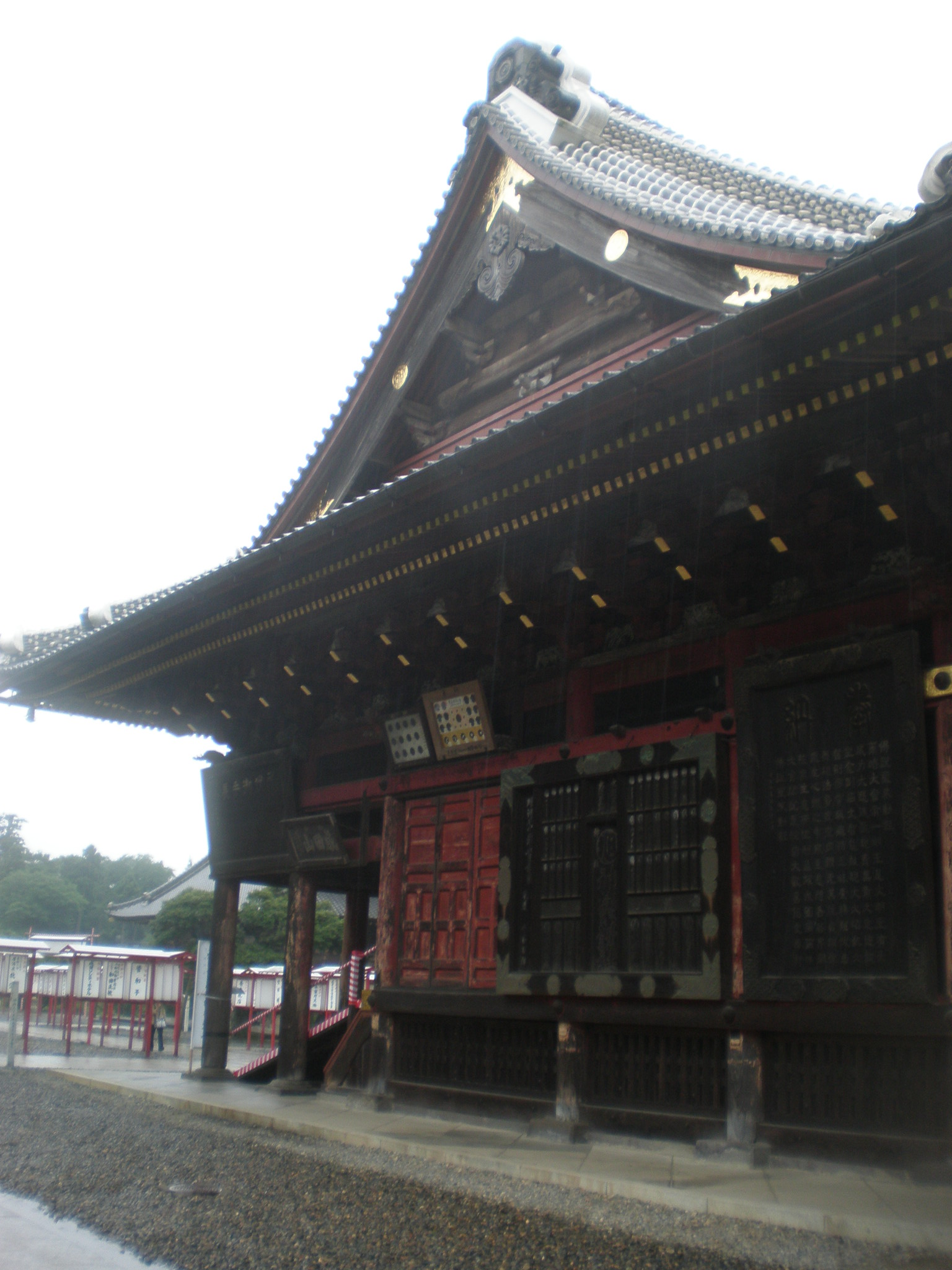
Kōmyō-dō (Seitenansicht)
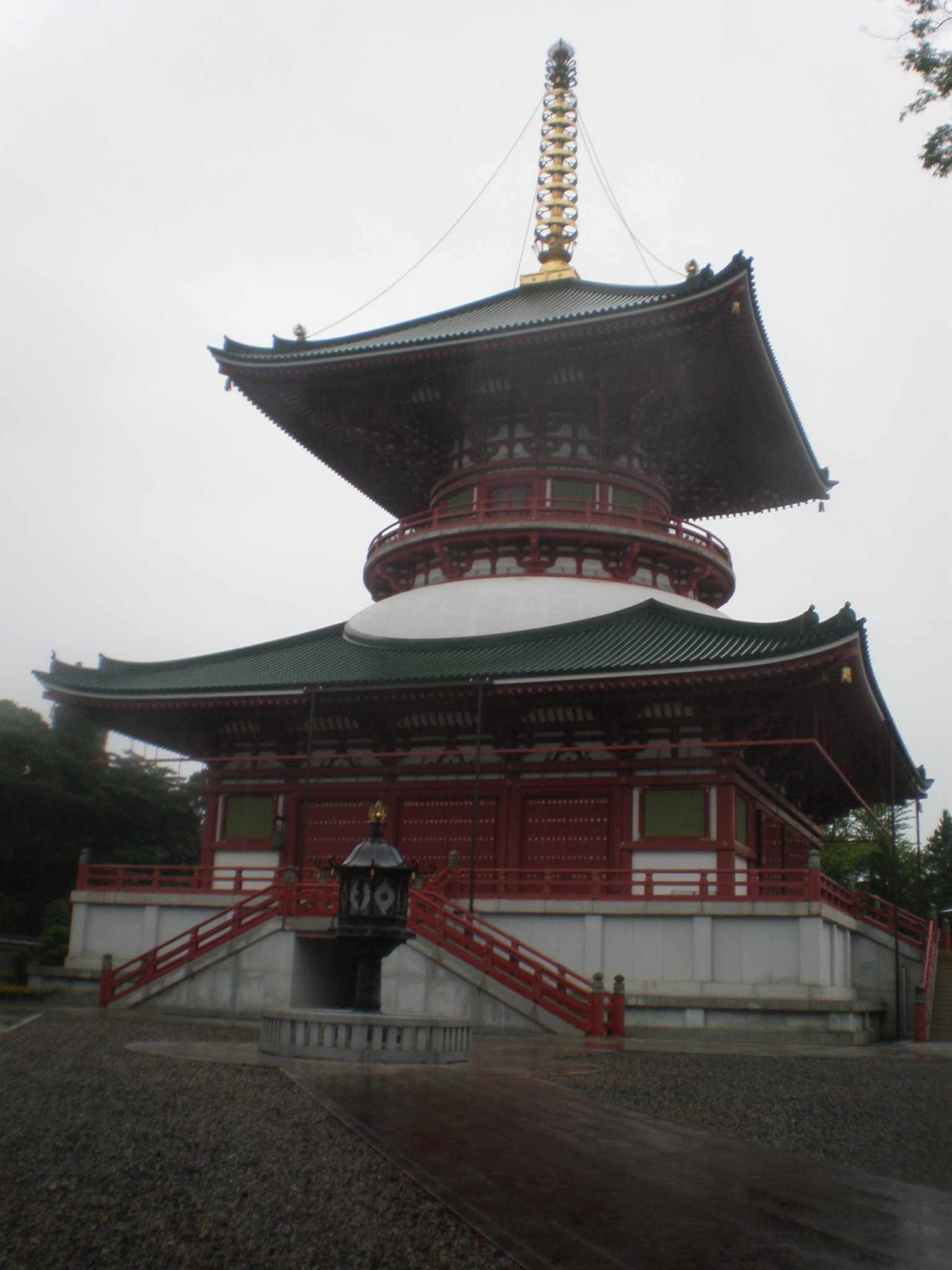
Große (Schatz-)Pagode
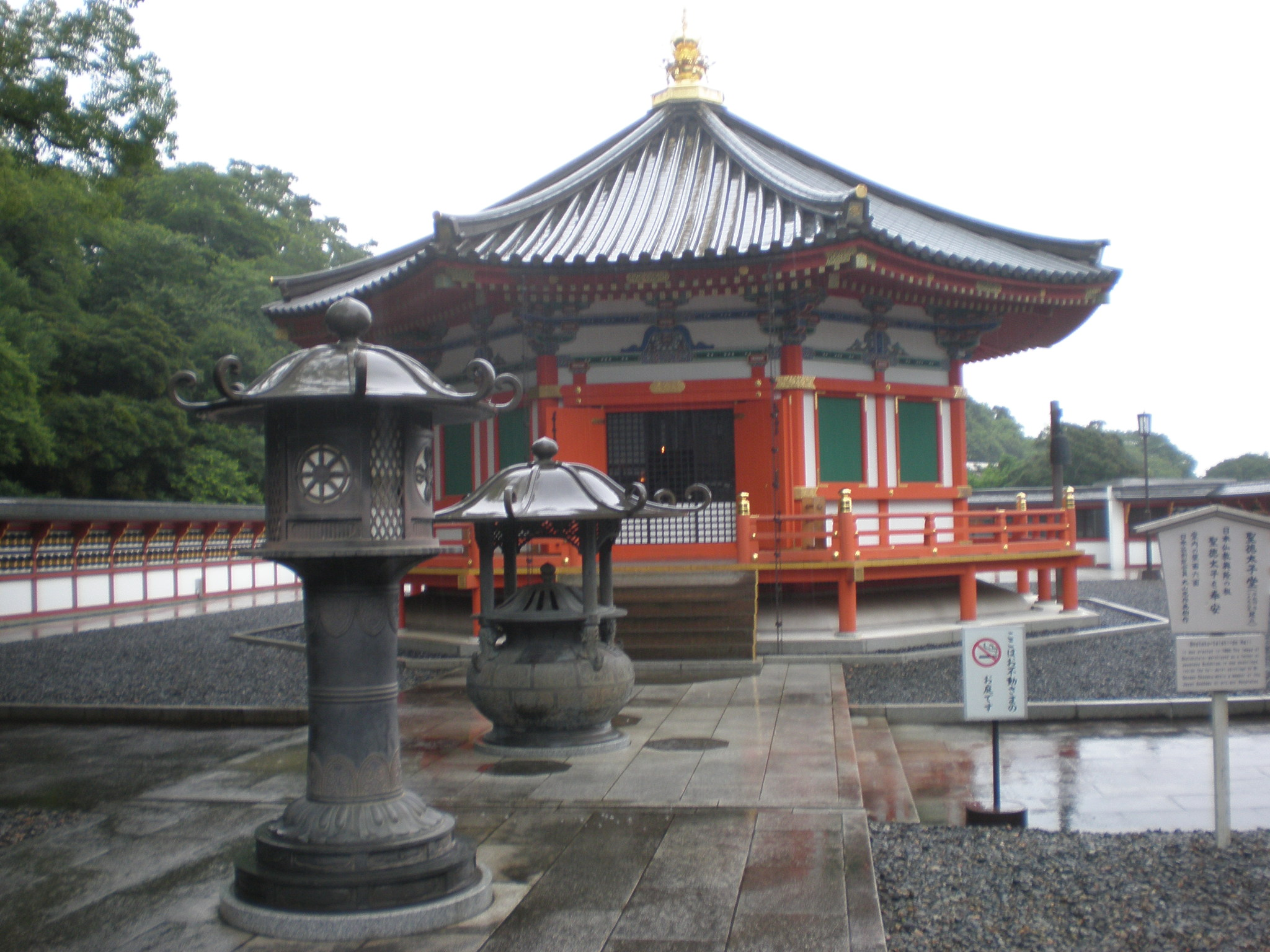
Prinz Shōtoku Halle
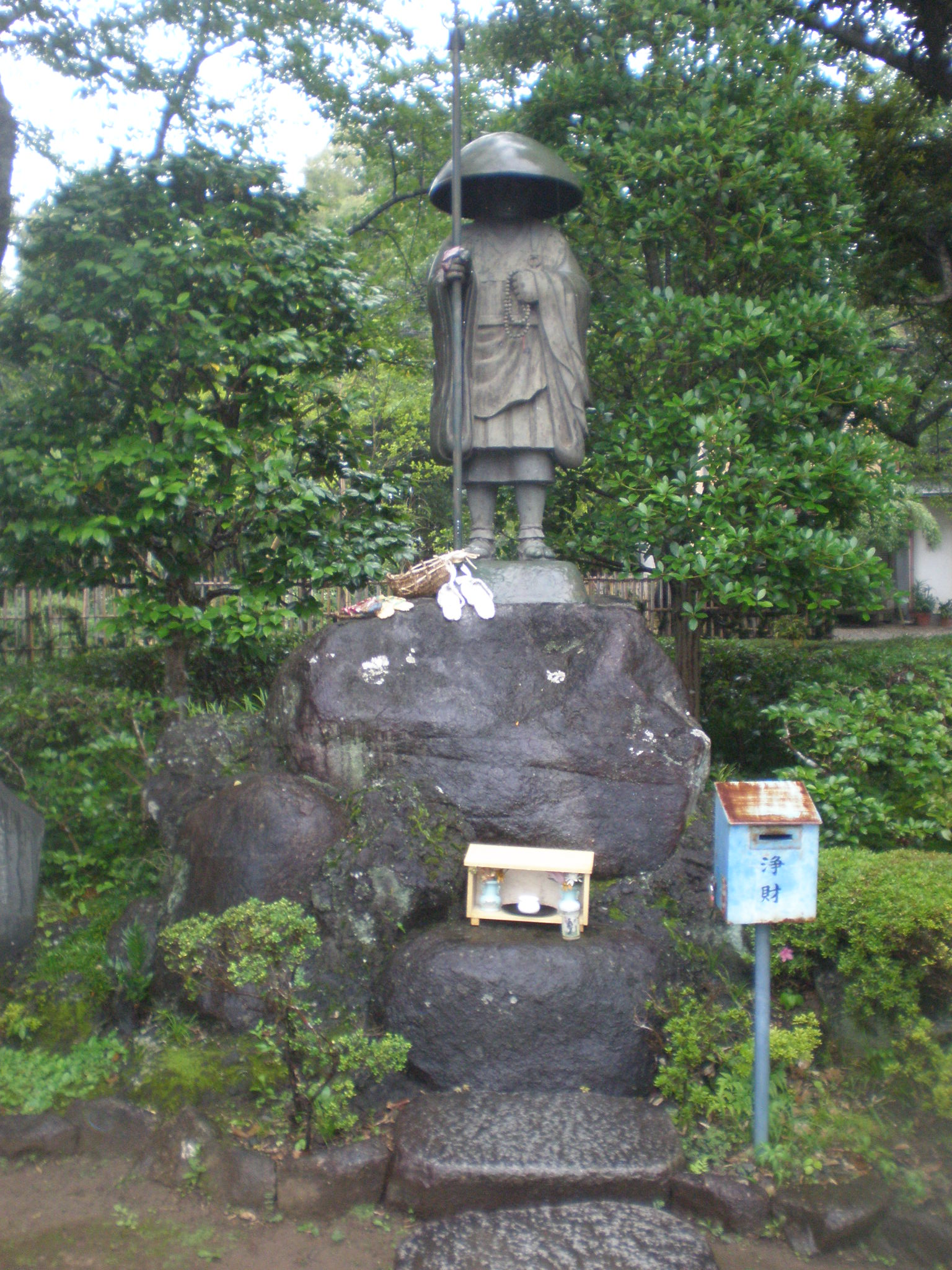
Kūkai